# Bezirk Beneschau
Der Bezirk Beneschau (tschechisch Okresní hejtmanství Benešov) war ein Politischer Bezirk im Königreich Böhmen. Der Bezirk umfasste Gebiete in der Mittelböhmischen Region im Okres Benešov. Sitz der Bezirkshauptmannschaft war die Stadt Beneschau (Benešov). Das Gebiet gehörte seit 1918 zur neu gegründeten Tschechoslowakei und ist seit 1993 Teil Tschechiens.

## Geschichte
Die modernen, politischen Bezirke der Habsburgermonarchie wurden 1868 im Zuge der Trennung der politischen von der judikativen Verwaltung geschaffen.
Der Bezirk Beneschau wurde 1868 aus den Gerichtsbezirken Neweklau (tschechisch soudní okres Neveklov), Wlašim (Vlašim) und Beneschau (Benešov) gebildet.
Im Bezirk Beneschau lebten 1869 67.121 Personen, wobei der Bezirk ein Gebiet von 15,4 Quadratmeilen und 102 Gemeinden umfasste.
1900 beherbergte der Bezirk 69.258 Menschen, die auf einer Fläche von 883,60 km² bzw. in 113 Gemeinden lebten.
Der Bezirk Beneschau umfasste 1910 eine Fläche von 883,60 km² und beherbergte eine Bevölkerung von 68.657 Personen. Von den Einwohnern hatten 1910 127 Deutsch und 68.394 Tschechisch als Umgangssprache angegeben. Weiters lebten im Bezirk 263 Anderssprachige oder Staatsfremde. Zum Bezirk gehörten drei Gerichtsbezirke mit insgesamt 121 Gemeinden bzw. 141 Katastralgemeinden.

## Gemeinden
Der Bezirk Beneschau umfasste Ende 1914 die 121 Gemeinden Bedrč (Bedrč), Bělice (Bělitz), Benešov (Beneschau), Blaženice (Blaženitz), Bořeňovice (Bořenowitz), Břežany (Břežan), Bukovany (Bukowan), Býkovice (Bejkowitz), Bystřice (Bystřitz), Čakov, Čeliv (Čeliw), Čenovice (Čenovitz), Čerčany (Tschertschan oder Čerčan), Český Šternberk (Sternberg), Chleby (Chleb), Chlum (Chlum), Choratice (Choratitz), Chotěschan (Chotyschan), Chrášťany (Chrášťan), Ctiboř, Dalov, Divišov (Diwischau), Dlouhé Pole (Langfeld), Domašin (Domaschin), Drahňovice (Drahňowitz), Dubějovice (Dubějowitz), Hořetice (Hořetitz), Hražená Lhota (Hražena Lhota), Jablonná (Jablona), Javorník (Jawornik), Jemniště (Jemnischt), Jezero (Jezero), Jinošice (Jinoschitz), Jirovice (Jirowitz), Kíižov (Kíižow), Kladruby (Kladrub), Kondrac (Kondratz), Konopiště (Konopischt), Kozmice (Kozmitz), Krchleby (Krchleb), Křečovice (Křečowitz), Krňany (Krňan), Krusičany (Krusičan), Lbosín (Lbosin), Lešany (Leschan), Libež, Libouň, Lišno (Lischna), Litichovice (Litichowitz), Louňovice (Louňowitz), Lštění (Lschtěn), Maršovice (Marschowitz), Městečko, Milovanice (Milowanitz), Mněchnov (Mněchnow), Mrač (Mrač), Myslíč (Myslíč), Načeradec, Nahoruby (Nahorub), Nemíž (Nemiž), Nespeky (Dnespek), Nesperská Lhota (Lhota Nesper), Neštětice (Neschtětitz), Nesvačily (Neswačil), Netvořice (Netwořitz), Neveklov (Neweklau), Nová Ves (Neudorf), Ostředek (Wostředek), Ostrov (Wostrow), Ouročnice (Ouročnitz), Pavlovice (Pawlowitz), Pecerady (Pecerad), Petroupín (Petroupin), Popovice (Popowitz), Pořičí (Pořič), Postupice (Postupitz), Pravětice (Prawětitz), Přestavlky (Přestawlk), Psáře (Psař), Rabín (Rabin), Radošovice (Radoschowitz), Rataje (Rataj), Rimovice (Rimowitz), Roubičková Lhota (Roubičkowa Lhota), Samechov (Samechow), Šebáňovice (Schebanowitz), Sedmpány (Sedumpan), Slověnice (Slowenitz), Soběhrady (Soběhrad), Soušice (Souschitz), Soutice (Soutitz), Stebuzeves (Stebusowes), Straný (Strani), Střechov (Střechow), Struhařov (Struhařow), Takonín (Takonin), Teplejšovice (Teplejšowitz), Tichonice (Tichonitz), Tisem (Tisem), Třeběšnice (Třeběschitz), Třemošnice (Třemoschnitz), Trhový Stěpánov (Trhowy Stěpanow), Tuchyň (Tuchin), Tvoršovice (Tworschowitz), Václavice (Waclawitz), Velká Bolina (Großbolina), Veliš (Welisch), Vestec (Westetz), Vlašim (Wlašim), Vlkonice (Wlkonitz), Vlkovec (Wlkowetz), Vodslivy (Wodsliw), Volešná (Weoleschna), Vračkovice (Wračkowitz), Vracovice (Wracowitz), Vranov (Wranow), Vysoký Oujezd (Hochoujezd), Zahrádka (Zahradka), Zderadice (Zderaditz), Zdislavice (Zdislawitz) und Žíňany (Großzíňan).